# Santa Ana, Jalacingo
Santa Ana är en ort i Mexiko.   Den ligger i kommunen Jalacingo och delstaten Veracruz, i den sydöstra delen av landet, 190 km öster om huvudstaden Mexico City. Santa Ana ligger 2 344 meter över havet och antalet invånare är 615.
Terrängen runt Santa Ana är kuperad åt nordväst, men åt sydost är den platt. Runt Santa Ana är det ganska tätbefolkat, med 90 invånare per kvadratkilometer. Närmaste större samhälle är Teziutlan, 15,1 km nordväst om Santa Ana. Trakten runt Santa Ana består till största delen av jordbruksmark.